# Dammen (Ringarums socken, Östergötland)
Dammen är en sjö i Valdemarsviks kommun i Östergötland och ingår i Söderköpingsåns huvudavrinningsområde.